# ハイエトグラフ
ハイエトグラフ（英語: hyetograph）とは、降雨量の時間経過による変化を示したグラフである。主に気象学や水文学で用いられる。通常は、横軸に時間経過、縦軸に単位時間ごとの降雨量を取り、縦棒グラフや棒線グラフで表示する。これにより、降雨強度の時間変化を把握することに用いる。
水文学や土木工学などではハイドログラフと組み合わせることにより、流出量や河川流量の計測/予測などに用いている。
ハイエトグラフのデータをパターン化し、降雨特性を把握する。それらは、豪雨災害の予測としても用いられる。